# Resurrection (pel·lícula de 1909)

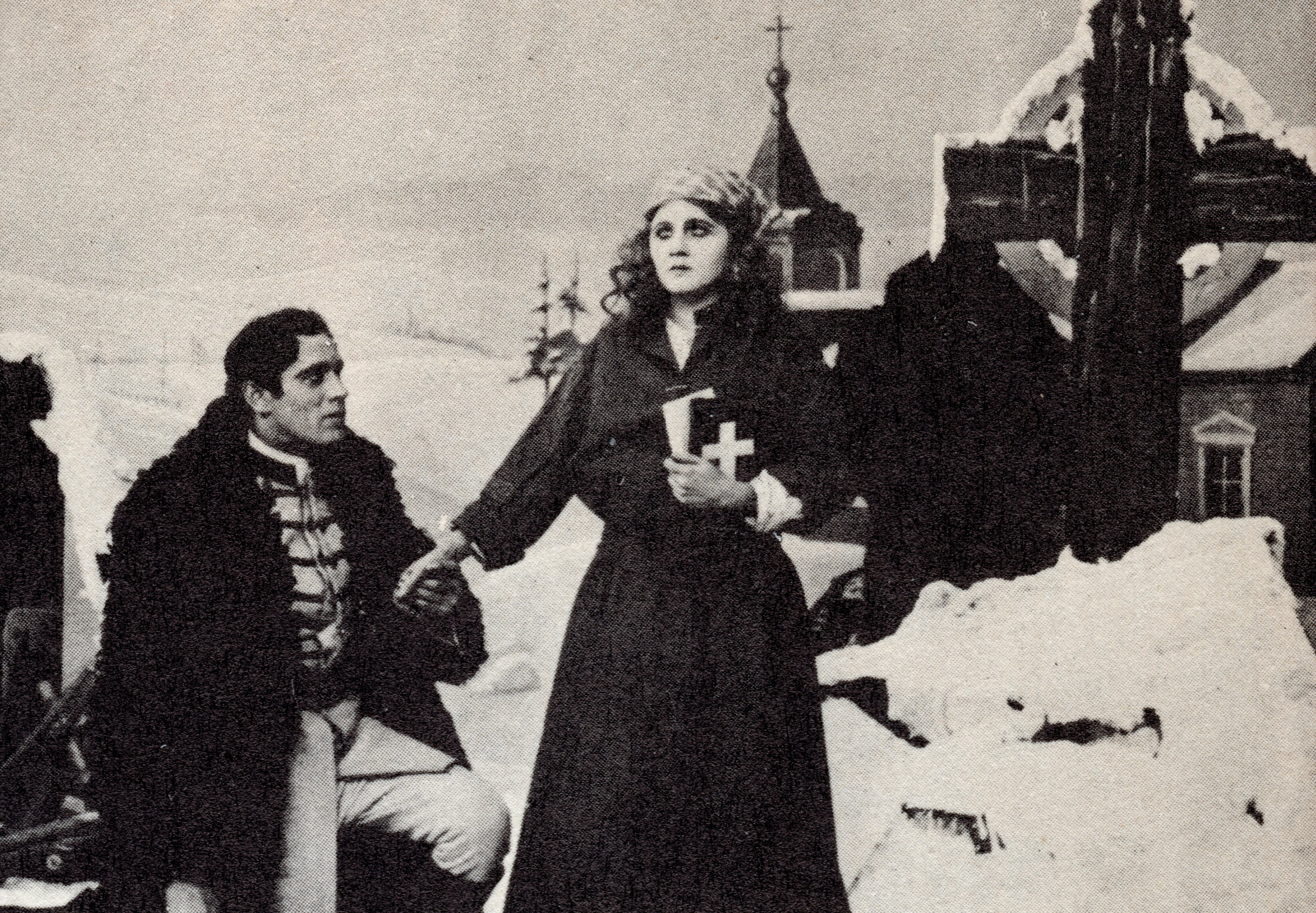
Arthur V. Johnson i Florence Lawrence en un fotograma de l'escena final de la pel·lícula

Resurrection és una pel·lícula muda de la Biograph dirigida per D. W. Griffith i protagonitzada per Arthur V. Johnson i Florence Lawrence. Basada en la novel·la homònima de Lev Tolstoi, es va estrenar el 20 de maig de 1909.

## Argument
El príncep Dimitri retorna a casa seva i descobreix la nova minyona Katusha i de seguida queda fascinat amb la seva bellesa. El seu port noble també l'impressiona la noia i les seves petites atencions l'afalagaven, fins que finalment no pot resistir els seus avenços. La pobra noia queda embarassada i un matrimoni no es pot plantejar per la disparitat dels seus orígens.
Cinc anys després trobem que la noia es prostitueix en una de les tabernes de menys categoria. Allà és detinguda i quan és portada al tribunal passa per davant del príncep Dimitri, que la reconeix i se sent horroritzat de les conseqüències del seu pecat. Ell es penedeix i intenta defensar la seva causa davant el jurat, però aquests no fan cas dels arguments i voten per enviar-la a Sibèria. És arrossegada fins a la presó acompanyada de molts altres desgraciats. El príncep que es penedeix decideix renunciar a la seva vida per corregir el mal que ha fet. La visita amb l'objectiu de reconvertir-la lliurant-li una bíblia. Al principi no el reconeix, però quan ho fa salta enfurismada, colpejant-li el cos i la cara amb els punys i el llibre. Ell marxa i ella s'asseu malhumorada al banc amb el llibre a la falda. En passar les pàgines i els seus ulls s’aturen en el passatge de Joan 11,25: "I Jesús li va dir: jo sóc la resurrecció i la vida; el qui creu en mi, encara que sigui mort, viurà". En un instant tot el seu ésser canvia i sent que hi ha esperança per a la seva salvació per lo que segueix llegint. Arriben els guàrdies i després la veiem amb els pobres desgraciats caminant per les estepes nevades cap a Sibèria. Ella es converteix en l'àngel del companys compartint les seves comoditats amb ells. Mentrestant, el príncep ha aconseguit el seu perdó i s'afanya darrere d'ella. Donant-li l'avís de benvinguda, li suplica que torni amb ell com a dona. No obstant això, prefereix treballar la seva salvació ajudant aquelles pobres ànimes per a qui una bondat és una benedicció indescriptible, i acomiadant-se d'ell, renuncia al món pel camí del deure, així que la deixem agenollada sobre la neu al peu de la Creu.

## Repartiment
- Arthur V. Johnson (Príncep Dmitri)
- Florence Lawrence (Katusha)
- Marion Leonard (presonera)
- Owen Moore (al tribunal /a la presó)
- Mack Sennett (al tribunal /guardià/ a la hisenda)
- Clara T. Bracy (promesa del príncep)
- David Miles
- Charles Avery